# 贝拉·弗洛姆
贝拉·弗洛姆（德語：Bella Fromm，1890年12月20日—1972年2月9日），是一位德国犹太裔记者和作家，她在第二次世界大战期间流亡到美国。她的代表作是《血腥宴会》（"Blood and Banquets"），该书讲述了她在魏玛共和国时代担任柏林报社记者期间以及她在第三帝国前五年的经历。虽然该书是作为一本真实的亲历者日记而出版的，并且经常被引用，但最近的研究表明这是弗洛姆离开德国后在美国创作的。

## 早年
弗洛姆出生于德意志帝国巴伐利亚的一个犹太裔葡萄酒商家庭。她出生在纽伦堡，却在下弗兰肯行政区的基青根长大。弗洛姆家族最初来自西班牙，但在德国生活了近500年，直到纳粹党掌权展开大规模屠杀犹太人运动为止。根据她自己的说法，她的家族在巴伐利亚王室和当地上流社会中享有良好的声誉。她的父亲在她幼年的时候就去世了，她的母亲也于1918年去世。1911年，她嫁给了一位犹太商人并与其生下了一个女儿。不久她就离婚并改嫁了另一位商人卡尔·朱利叶斯·斯图尔曼，但不幸的是她的第二段婚姻也没有维持很久，弗洛姆的第三次婚姻的对象则是美国医生彼得·F·威尔斯。
在第一次世界大战期间，弗洛姆曾为德国红十字会工作并于1918年获得路德维希国王十字勋章。母亲过世后，她继承了家业，得以全身心投入社会工作。然而1923年的通货膨胀使她的财富极大地缩水，于是她被迫寻求一份工作以维持体面的生活。通过人脉介绍，她成为了乌尔施坦出版公司的记者，这是一家主要由犹太人所经营的出版社同时也是柏林当时著名的自由主义媒体之一。起初，弗洛姆仅限于担任时尚和社会八卦专栏记者的角色，随后她凭借过人的才华和手腕，很快便转入政治及外交领域的报道写作，她所负责的“柏林外交官”专栏深受上流社会读者的青睐。

## 记者生涯
作为乌尔施坦出版社旗下《福斯日报》的资深记者，弗洛姆成为了柏林上流阶层的知名人物。她所认识的名流包括《纽约时报》驻柏林通讯员弗雷德里克·伯彻尔、法国总理阿里斯蒂德·白里安、意大利大使维托里奥·切瑞蒂、美国大使威廉·多德、法国大使安德烈·弗朗索瓦-庞赛、阿道夫·希特勒的密友与新闻部长恩斯特·汉夫斯坦格尔、美国资深媒体人路易斯·P·洛克纳、总统办公室主任奥托·梅斯纳、外交部长康斯坦丁·冯·纽赖特、英国大使埃里克·菲普斯爵士、著名演员及电影制作人莱尼·里芬斯塔尔、帝国银行总裁亚尔马·沙赫特以及总理兼国防部长库尔特·冯·施莱谢尔。据她自己所说，弗洛姆在社交活动中多次会见希特勒、赫尔曼·戈林、鲁道夫·赫斯与约瑟夫·戈培尔等纳粹党高层，但她对他们其中的任何一个都没有好感。
弗洛姆身为当时柏林舆论界的领军人物，她与很多部长、国会议员、报社编辑与外交官关系密切，并知晓当中许多人的机密信息。她也非常重视与施莱谢尔及其妻子的亲密友谊，并曾透过她的消息渠道警告施莱谢尔：兴登堡总统和前总理弗朗茨·冯·帕彭正计划罢免他的总理职务并让希特勒取而代之。
作为一名直言不讳的自由主义者（加上因为她的犹太血统），弗洛姆的职业前景在1933年纳粹上台后变得越来越不稳定；她的安危在某种程度上受到了她的外国外交官朋友和保守派伙伴（譬如希特勒内阁的外交部长纽赖特及经济部长沙赫特）的保护。1934年，她将女儿送到了美国，而在1934年之后，她就再也不能以自己的名义发表文章，但她继续坚持以匿名方式从事报道的写作，她也仍旧受邀出席各种外交和社交活动。
在被剥夺了大部分来自新闻业的收入后，弗洛姆以酒商的身份重新回到了她的家族行业，并利用她与外国大使馆和柏林社交界的联系在商界继续获得成功。根据她的说法，她还运用自己的人脉为许多渴望移民的德国犹太人获得海外的签证。出于这个原因，她没有听从朋友的建议，即她应该在为时已晚之前离开德国。随着1938年开始，犹太人逐步被纳粹党政府没收财产并被彻底排除在一切商业领域以外，当年9月，弗洛姆在面临破产以及日益严重的反犹迫害的情况下终于移居到了美国。
在纽约，弗洛姆从事打字员和秘书的工作，并遇到了她的第三任丈夫彼得·F·威尔斯。当美国于1941年12月加入第二次世界大战后，弗洛姆决定撰写一本关于她在魏玛共和国和纳粹时期的经历的书。这本书在战时的受众主要是美国读者，因此在行文上体现了强烈反纳粹和亲美的特点。

## 晚年
1946年，弗洛姆曾返回德国并在各地进行了几次旅行调查战后的社会风貌。1961年，她根据自己的流亡经历出版了一部小说《天使的哭泣》（"The Angels Cry"），但影响不广。1958年，她被德意志联邦共和国授予一等联邦十字勋章。她于1972年在纽约去世，享年81岁。1993年，她的畅销书《血腥宴会》被翻译成德文，并以《当希特勒亲吻我的手时》（"When Hitler Kissed My Hand"）为标题在德国出版。

## 荣誉
- 1918年：路德维希国王十字勋章（第一次世界大战中非军事服役）
- 1958年：德意志联邦共和国一级联邦十字勋章